# Święty Kamień (głaz narzutowy)
Święty Kamień – głaz narzutowy w wodach Zalewu Wiślanego w gminie Tolkmicko, w powiecie elbląskim, w województwie warmińsko-mazurskim, pomnik przyrody. Znajduje się ok. 4 kilometry od Tolkmicka, w kierunku Fromborka, tuż poza granicą historycznej Warmii, w odległości ok. 20–30 m od brzegu (w zależności od stanu wody).

## Historia
Święty Kamień uchodził za monolit kultowy, tzw. głaz ofiarny. Szczególną czcią otaczali go Prusowie. Poświęcony był bóstwu płodności i urodzaju Curche (Kurke). W jego górnej części, od północnego zachodu, widoczne jest nieckowate zaklęśnięcie będące przypuszczalnie reliktem misy ofiarnej, na której składano bogom pierwsze złowione ryby, co miało być podziękowaniem za udane połowy. Składano na nim również inne ofiary – w postaci wymłóconego zboża oraz innej żywności, jak miód i mleko. Kamień wzmiankowany był już w XVI w. jako „Heiliger Stein”, wspominał o nim kronikarz i dominikanin Szymon Grunau (ok. 1470–1530). Według turystycznej tablicy informacyjnej przy plaży znajdujący się tu głaz narzutowy został przyniesiony przez lądolód skandynawski w czasie ostatniego zlodowacenia, jakie dotknęło północną Europę (zwane zlodowaceniem Würm, północnopolskim, bałtyckim bądź Wisły) – około 15 tys. lat temu.

## Dane podstawowe
Typ skały: grubo- i drobnoziarnisty gnejs oczkowy o wybitnie kierunkowym ułożeniu ziaren (tzw. tekstura gnejsowa); jasnoszare oraz różowawe skalenie ułożone są w wydłużone pakiety o soczewkowatych kształtach; wśród nich występuje ciemnoszary kwarc; całość poprzedzielana jest smugami drobnoziarnistych, wydłużonych skupień minerałów ciemnych: piroksenów, amfibolitu i biotytu.
Od 1977 podlega ochronie prawnej jako pomnik przyrody.

## Granice Warmii

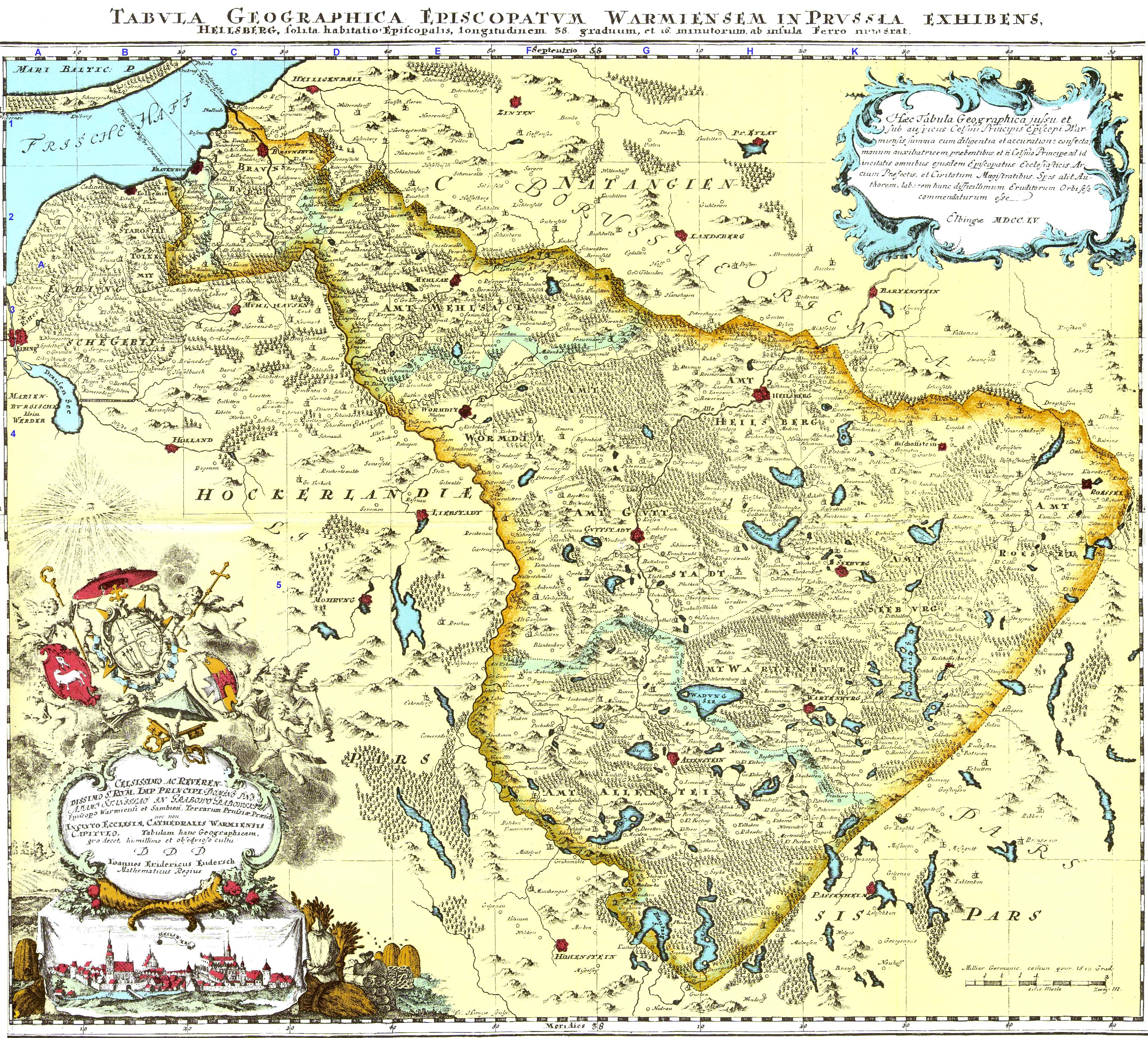
Od Świętego Kamienia aż do ujścia rzeki Pasłęki Warmia miała dostęp do Zalewu, a więc i do Bałtyku przez port w Braniewie. Mapa Warmii wykonana w 1755 przez kartografa Jana Enderscha

Głaz ten uważano za wyznacznik granicy między Pogezanią a Warmią. Również granice dostępu historycznej Warmii do Zalewu Wiślanego wyznaczał od zachodu Święty Kamień, na północ zaś było to ujście rzeki Pasłęki. Tu zaledwie na odcinku ok. 15 kilometrów Warmia miała dostęp do Zalewu Wiślanego, a więc i do Bałtyku z historycznym portem w Braniewie, mieście pozostającym od XIV wieku członkiem Hanzy. Poprzez ten port miasta warmińskie prowadziły handel z portami skandynawskimi (Gotlandia, Sztokholm, Kalmar i Karlskrona), Niderlandami a nawet z odległą Anglią.

## Walory turystyczne
Święty Kamień oddalony jest ok. 25 m od plaży (odległość zależy od stanu wody w Zalewie Wiślanym); woda przy samym głazie ledwie sięga od kostek do ud, zatem nie stwarza żadnej trudności podejście do głazu. Często spotyka się również osoby przesiadujące na głazie, gdyż wejście na niego wymaga przeciętnej sprawności od osoby. Tuż przy plaży przebiega historyczna linia Kolei Nadzalewowej (niem. Haffuferbahn) – linii kolejowej zbudowanej w latach 1897–1899, która połączyła Elbląg z Królewcem. Ostatni raz pociąg przejechał tu w 2013 roku. Natomiast w 2015 roku oddano do użytku przebiegający w pobliżu tego miejsca szlak rowerowy Green Velo (odcinek „Święty Kamień”).

## Galeria zdjęć

Święty Kamień
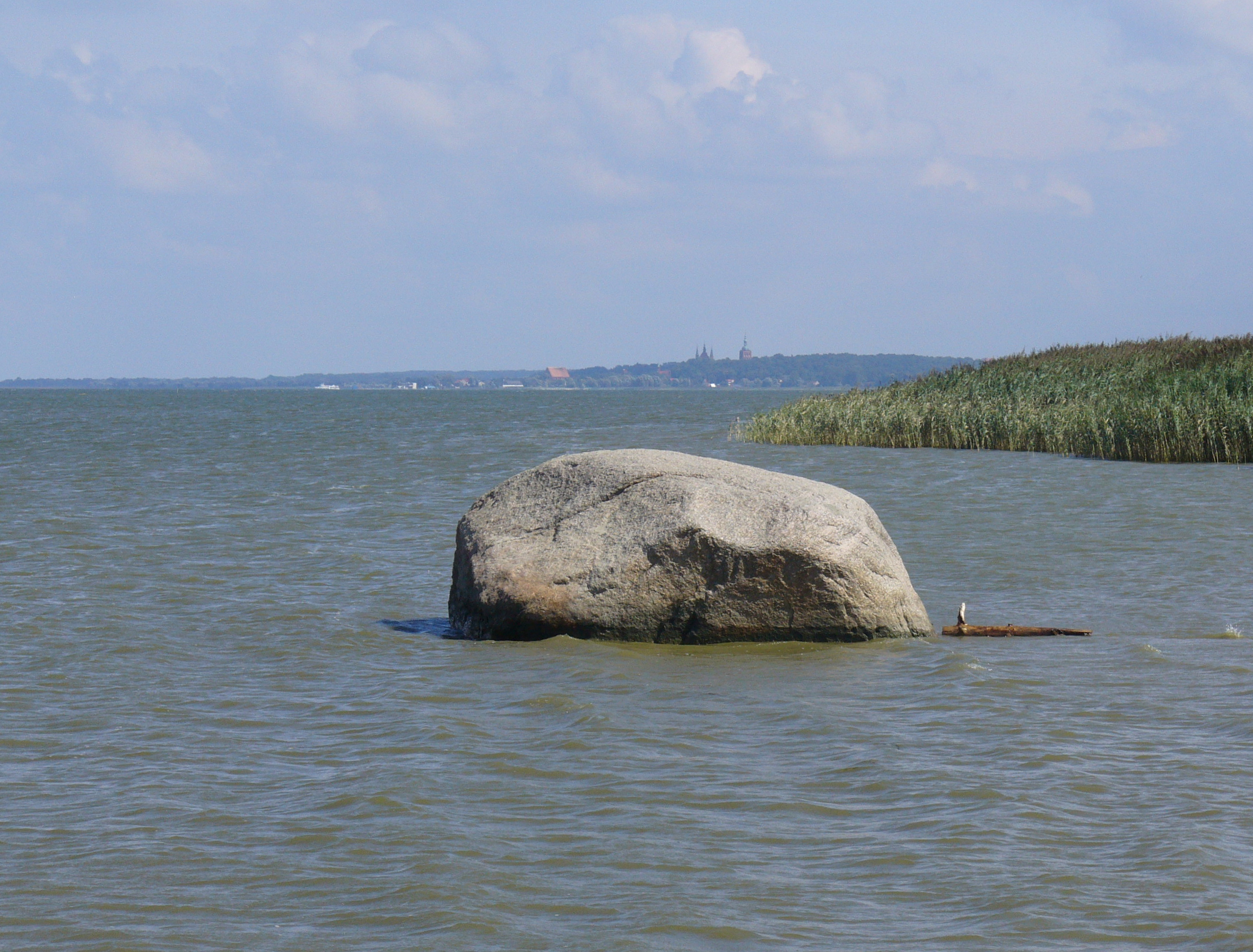
Święty Kamień przy wysokim stanie wody, w oddali widoczny jest Frombork
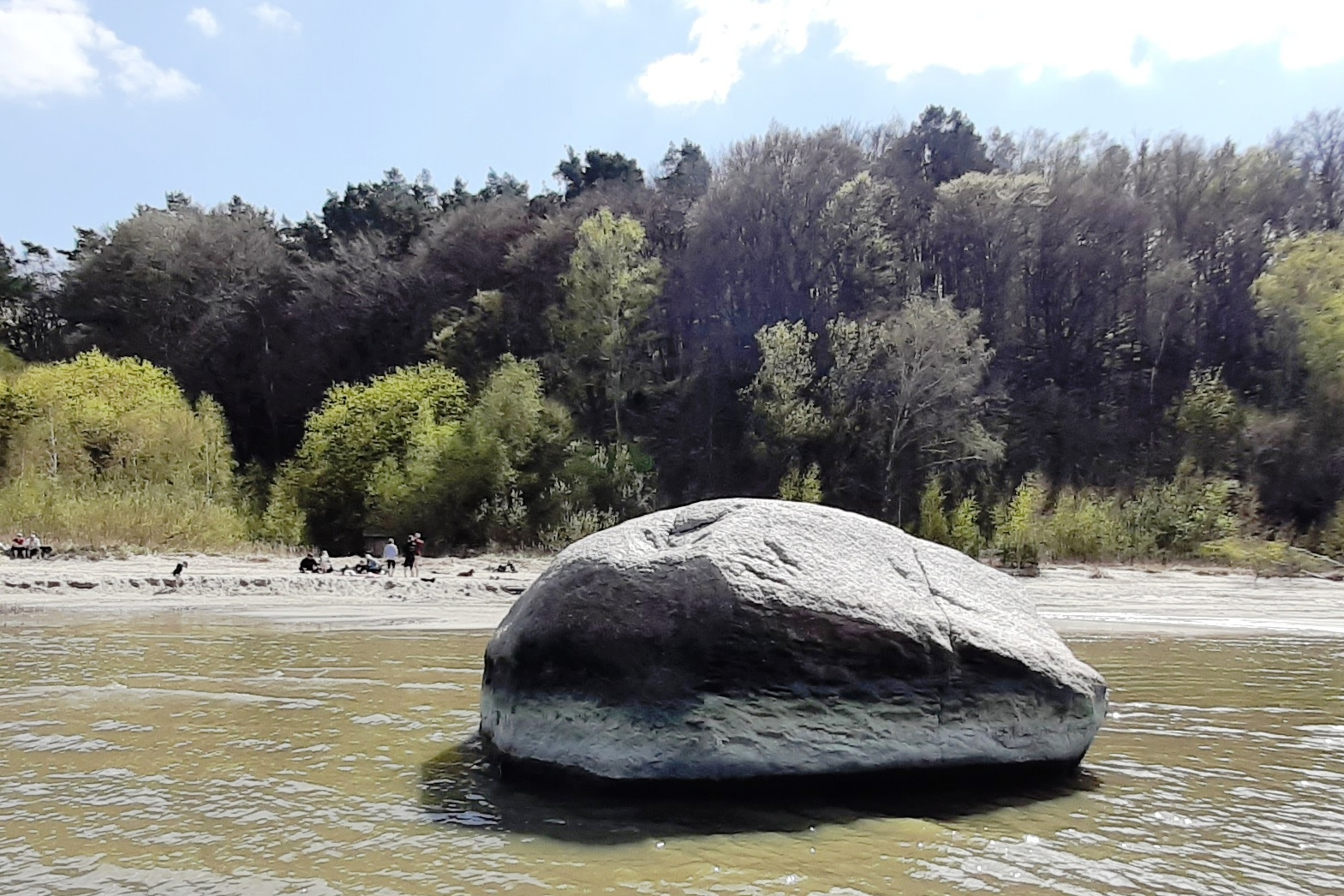
Święty Kamień, w tle chętnie odwiedzana plaża
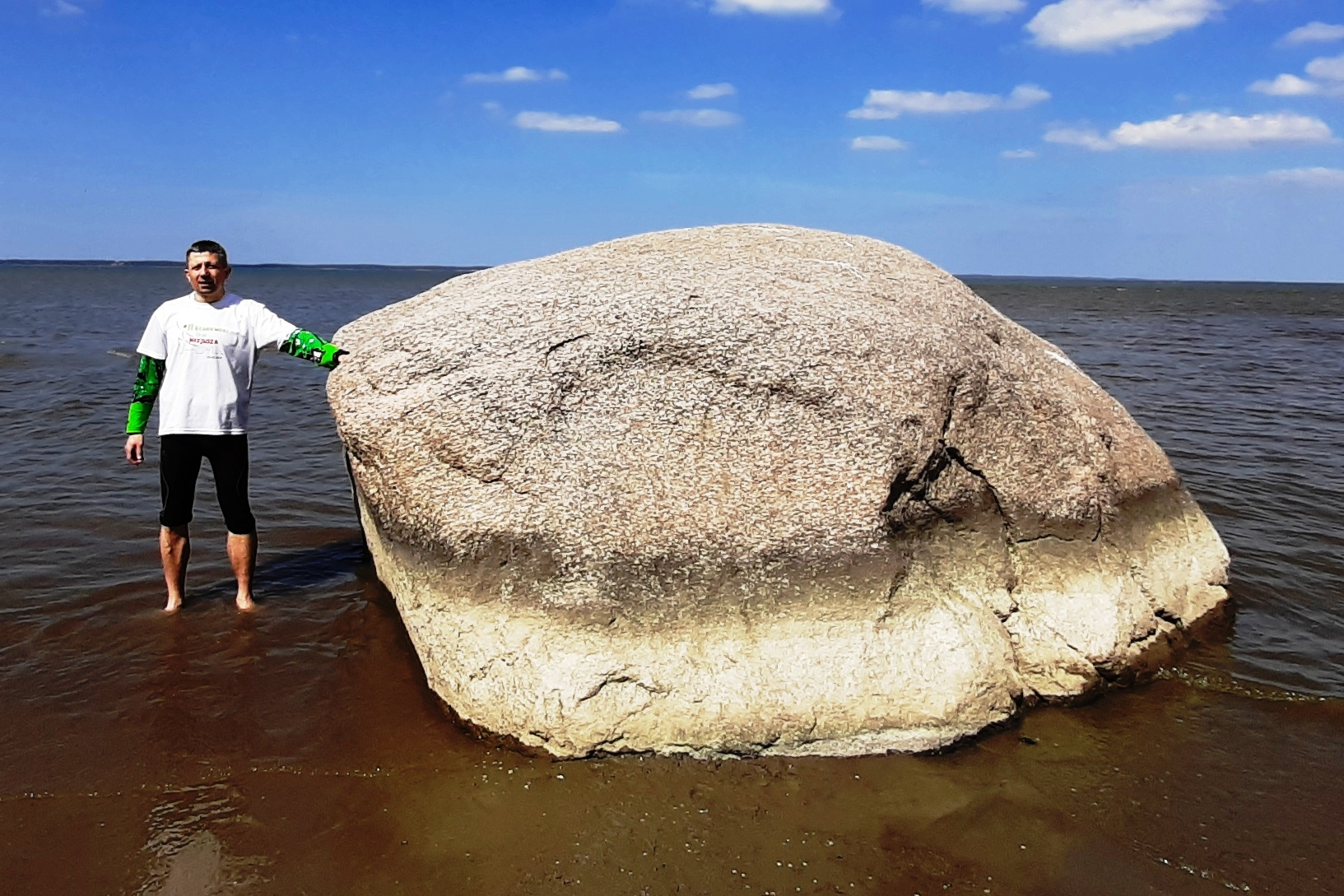
Porównanie wysokości głazu i osoby dorosłej
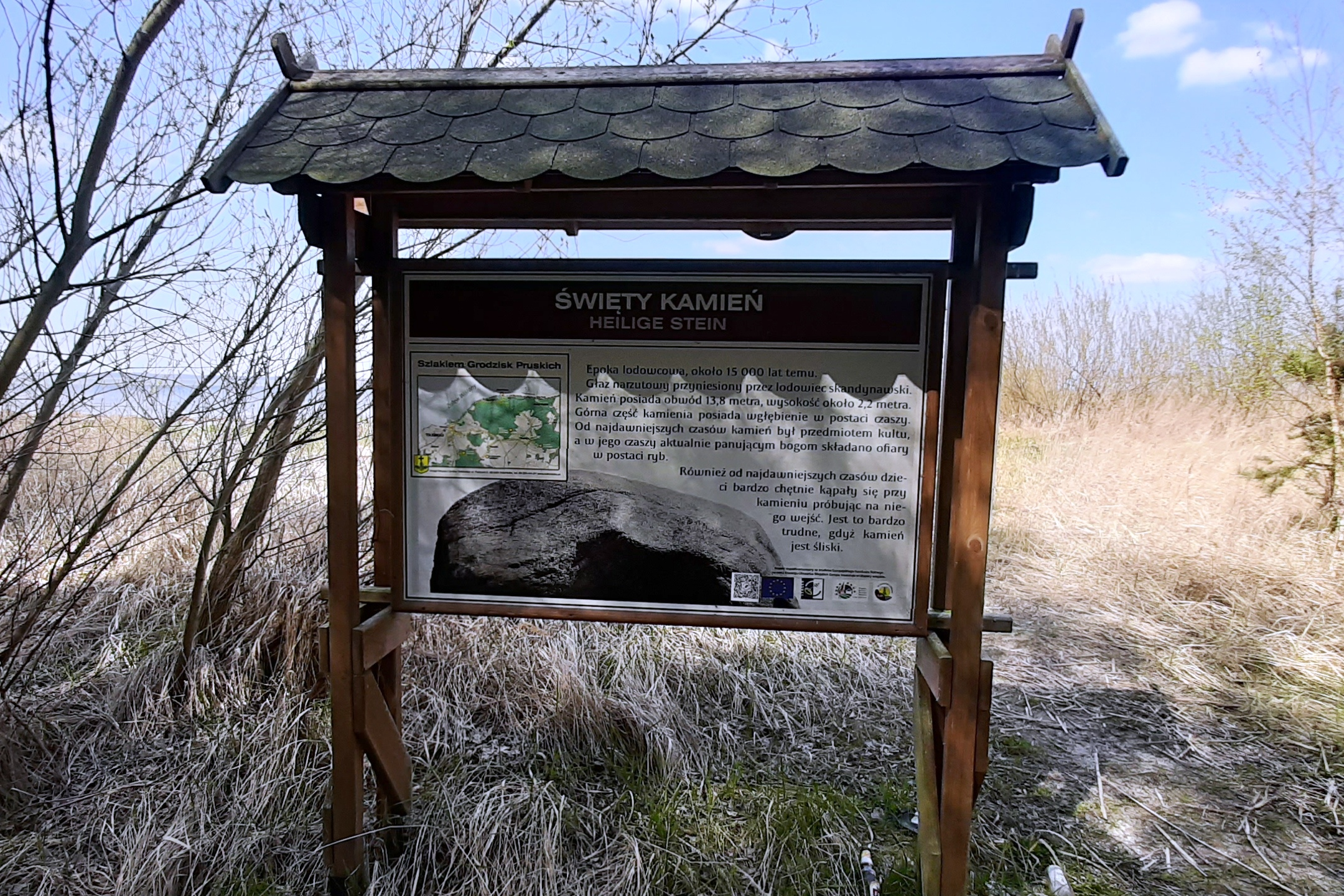
Tablica informacyjna przy wejściu na plażę
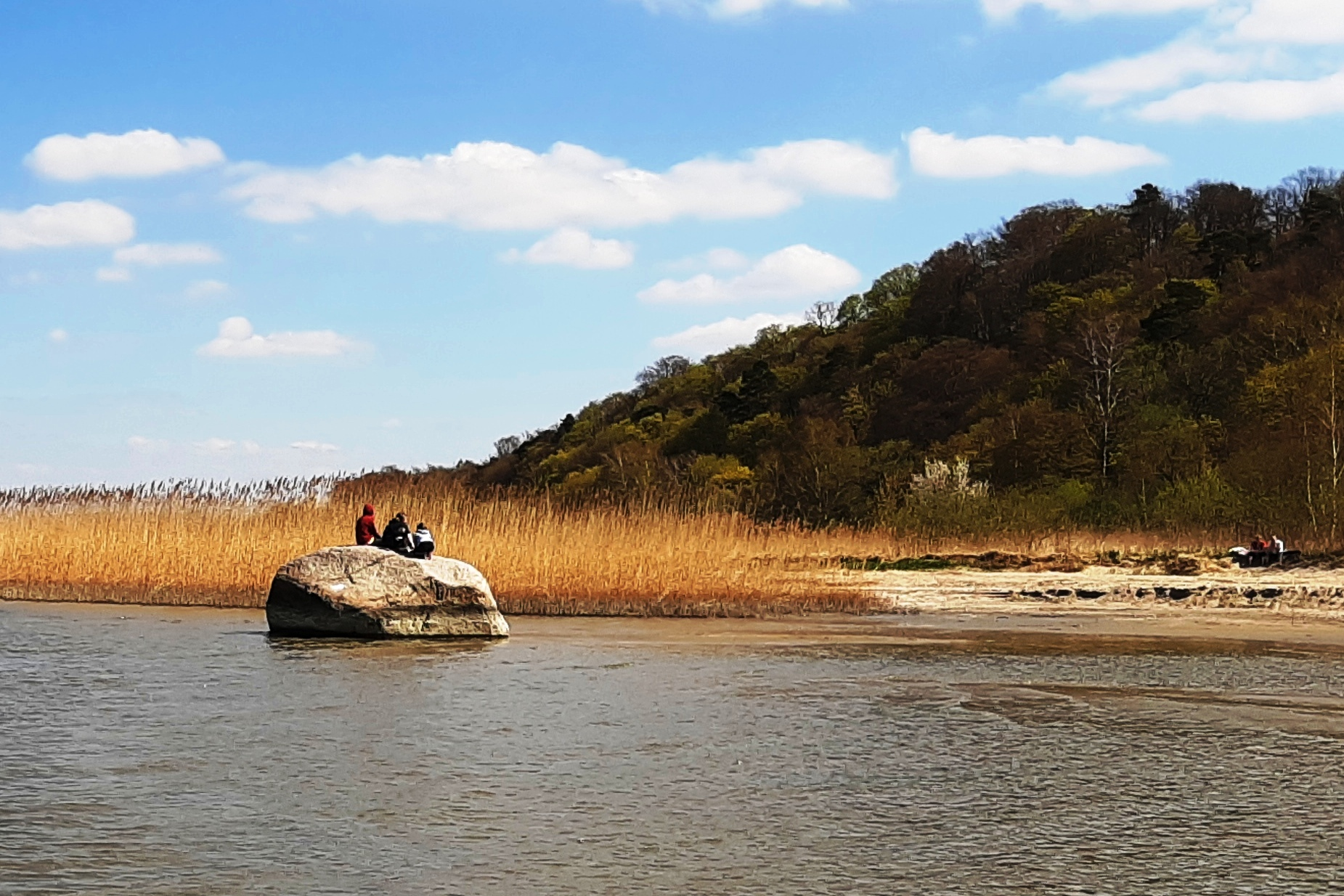
Częsty widok – osoby przesiadujące na kamieniu